# Liste der Nummer-eins-R&B-Hits in den USA (1943)
Dies ist eine Liste der Nummer-eins-Hits der von Billboard ermittelten Harlem Hit Parade in den USA im Jahr 1943. Diese Charts gelten als Vorgänger der Billboard R&B-Charts. In diesem Jahr gab es achtzehn Nummer-eins-Songs.

| ← 1942 ← | Liste der Nummer-eins-R&B-Hits in den USA | Liste der Nummer-eins-R&B-Hits in den USA                                                         | Liste der Nummer-eins-R&B-Hits in den USA                                                          | 1944 → |
| \| Zeitraum \| Wo. ges. \| Interpret \| Titel Autor(en) \| Zusätzliche Informationen \| \| (Zeitraum, Wochen auf Platz eins, Interpret, Titel, Autor[en], zusätzliche Informationen) \| \| \| \| \| \| ----------------------------------------------------------------------------------------- \| -------- \| ------------------------------------------------------------------------------------------------- \| ------------------------------------------------------------------------------------------------------ \| ---------------------------------------------------------------------------------------------------------------------------------------------------------------------------------------------------------------------------------------------- \| \| 26. Dezember 1942 – 8. Januar 1943 2 Wochen (insgesamt 3) \| 3 \| Bing Crosby with Ken Darby Singers & John Scott Trotter & his Orchestra \| White Christmas (From Paramount Picture „Holiday Inn“)[1] Irving Berlin \| Version des Stückes aus der Paramount-Produktion Musik, Musik (1942, Regie: Mark Sandrich).[2] \| \| 9. Januar 1943 – 15. Januar 1943 1 Woche (insgesamt 2) \| 2 \| Lucky Millinder & his Orchestra, Vocal Chorus by Trevor Bacon \| When the Lights Go On Again (All Over the World)[3] Eddie Seiler, Bennie Benjamin, Sol Marcus \| - \| \| 16. Januar 1943 – 22. Januar 1943 1 Woche (insgesamt 1) \| 1 \| Bea Booze \| See See Rider Blues[4] Ma Rainey \| - \| \| 23. Januar 1943 – 29. Januar 1943 1 Woche (insgesamt 1) \| 1 \| Louis Jordan & his Tympany Five \| What's the Use of Getting Sober (When You Gonna Get Drunk Again)[5] Busby Meyers \| - \| \| 30. Januar 1943 – 5. Februar 1943 1 Woche (insgesamt 1) \| 1 \| The King Cole Trio \| That Ain't Right[6] Nat King Cole \| - \| \| 6. Februar 1943 – 12. Februar 1943 1 Woche (insgesamt 2) \| 2 \| Bea Booze \| See See Rider Blues Ma Rainey \| - \| \| 13. Februar 1943 – 26. Februar 1943 2 Wochen (insgesamt 2) \| 2 \| Lucky Millinder & his Orchestra \| Apollo Jump[7] Lucky Millinder, Ernest Purce, Eli Robinson \| - \| \| 27. Februar 1943 – 5. März 1943 1 Woche (insgesamt 3) \| 3 \| Bea Booze \| See See Rider Blues Ma Rainey \| - \| \| 6. März 1943 – 26. März 1943 3 Wochen (insgesamt 3) \| 3 \| The Bunny Banks Trio, Vocal Chorus by Bonnie Davis \| Don't Stop Now[8] William Campbell \| - \| \| 27. März 1943 – 2. April 1943 1 Woche (insgesamt 1) \| 1 \| The Ink Spots \| Don’t Get Around Much Anymore[9] Duke Ellington, Bob Russell \| - \| \| 3. April 1943 – 16. April 1943 2 Wochen (insgesamt 5) \| 5 \| The Bunny Banks Trio, Vocal Chorus by Bonnie Davis \| Don't Stop Now William Campbell \| - \| \| 17. April 1943 – 23. April 1943 1 Woche (insgesamt 1) \| 1 \| Harry James & his Orchestra, Vocal Chorus by Helen Forrest \| I’ve Heard That Song Before (From „Youth On Parade“)[10] Jule Styne, Sammy Cahn \| Version des Stückes aus der Republic-Produktion Youth on Parade (1942, Regie: Albert S. Rogell)[11], die im Original von Margaret Whiting präsentiert wurde. Whiting synchronisierte die Gesangsszene von Hauptdarstellerin Martha O’Driscoll. \| \| 24. April 1943 – 7. Mai 1943 2 Wochen (insgesamt 2) \| 2 \| The Ink Spots \| I Can't Stand Losing You[12] Bill Kenny \| - \| \| 8. Mai 1943 – 14. Mai 1943 1 Woche (insgesamt 2) \| 2 \| The Ink Spots \| Don’t Get Around Much Anymore Duke Ellington, Bob Russell \| - \| \| 15. Mai 1943 – 21. Mai 1943 1 Woche (insgesamt 3) \| 3 \| The Ink Spots \| I Can't Stand Losing You Bill Kenny \| - \| \| 22. Mai 1943 – 28. Mai 1943 1 Woche (insgesamt 4) \| 4 \| Bea Booze \| See See Rider Blues Ma Rainey \| - \| \| 29. Mai 1943 – 4. Juni 1943 1 Woche (insgesamt 1) \| 1 \| Duke Ellington & his Famous Orchestra \| Don’t Get Around Much Anymore (Never No Lament)[13] Bob Russell, Duke Ellington \| - \| \| 5. Juni 1943 – 11. Juni 1943 1 Woche (insgesamt 4) \| 4 \| The Ink Spots \| I Can't Stand Losing You Bill Kenny \| - \| \| 12. Juni 1943 – 18. Juni 1943 1 Woche (insgesamt 2) \| 2 \| Duke Ellington & his Famous Orchestra \| Don’t Get Around Much Anymore (Never No Lament) Bob Russell, Duke Ellington \| - \| \| 19. Juni 1943 – 9. Juli 1943 3 Wochen (insgesamt 7) \| 7 \| The Ink Spots \| I Can't Stand Losing You Bill Kenny \| - \| \| 10. Juli 1943 – 16. Juli 1943 1 Woche (insgesamt 3) \| 3 \| Duke Ellington & his Famous Orchestra \| Don’t Get Around Much Anymore (Never No Lament) Bob Russell, Duke Ellington \| - \| \| 17. Juli 1943 – 13. August 1943 4 Wochen (insgesamt 4) \| 4 \| Dick Haymes & the Song Spinners \| You’ll Never Know (From 20th Century-Fox Picture „Hello, Frisco, Hello“)[14] Harry Warren, Mack Gordon \| Version des Stückes aus der 20th-Century-Fox-Produktion Hello, Frisco, Hello (1943, Regie: H. Bruce Humberstone)[15], die im Original von Alice Faye präsentiert wurde. Die Filmversion erhielt 1944 den Oscar für den besten Song. \| \| 14. August 1943 – 24. September 1943 6 Wochen (insgesamt 6) \| 6 \| Erskine Hawkins (the Twentieth Century Gabriel) & his Orchestra, Vocal Refrain by Jimmy Mitchelle \| Don't Cry Baby[16] Jimmy Mitchelle, Sammy Lowe \| - \| \| 25. September 1943 – 1. Oktober 1943 1 Woche (insgesamt 1) \| 1 \| Duke Ellington & his Famous Orchestra, Vocal Refrain by Ray Nance \| A Slip of the Lip (Can Sink a Ship)[17] Luther Henderson, Mercer Ellington \| - \| \| 2. Oktober 1943 – 8. Oktober 1943 1 Woche (insgesamt 1) \| 1 \| Duke Ellington & his Famous Orchestra, Alto Sax Solo by by Johnny Hodges \| Sentimental Lady[18] Duke Ellington \| B-Seite von A Slip of the Lip (Can Sink a Ship). \| \| 9. Oktober 1943 – 19. November 1943 6 Wochen (insgesamt 12) \| 12 \| Erskine Hawkins (the Twentieth Century Gabriel) & his Orchestra, Vocal Refrain by Jimmy Mitchelle \| Don't Cry Baby Jimmy Mitchelle, Sammy Lowe \| - \| \| 20. November 1943 – 26. November 1943 1 Woche (insgesamt 1) \| 1 \| The King Cole Trio \| All for You[19] Robert Scherman \| - \| \| 27. November 1943 – 3. Dezember 1943 1 Woche (insgesamt 13) \| 13 \| Erskine Hawkins (the Twentieth Century Gabriel) & his Orchestra, Vocal Refrain by Jimmy Mitchelle \| Don't Cry Baby Jimmy Mitchelle, Sammy Lowe \| - \| \| 4. Dezember 1943 – 10. Dezember 1943 1 Woche (insgesamt 2) \| 2 \| The King Cole Trio \| All for You Robert Scherman \| - \| \| 11. Dezember 1943 – 17. Dezember 1943 1 Woche (insgesamt 14) \| 14 \| Erskine Hawkins (the Twentieth Century Gabriel) & his Orchestra, Vocal Refrain by Jimmy Mitchelle \| Don't Cry Baby Jimmy Mitchelle, Sammy Lowe \| - \| \| 18. Dezember 1943 – 24. Dezember 1943 1 Woche (insgesamt 1) \| 1 \| Ella Mae Morse with Dick Walters & his Orchestra \| Shoo-Shoo Baby (From the Universal Picture „Three Cheers for the Boys“)[20] Phil Moore \| Version des Stückes aus der Universal-Produktion Follow the Boys (1944, Regie: A. Edward Sutherland)[21], die im Original von The Andrews Sisters präsentiert wurde. \| \| 25. Dezember 1943 – 31. Dezember 1943 1 Woche (insgesamt 1) \| 1 \| Lucky Millinder & his Orchestra, Vocal Chorus by Trevor Bacon \| Sweet Slumber[22] Lucky Millinder, Al J. Neiburg, Henri Woode \| - \| |                                           |                                                                                                   | | |
| ← 1942 |                                           |                                                                                                   | | → 1944 → |
| Zeitraum | Wo. ges.                                  | Interpret                                                                                         | Titel Autor(en)                                                                                    | Zusätzliche Informationen |
| (Zeitraum, Wochen auf Platz eins, Interpret, Titel, Autor[en], zusätzliche Informationen) |                                           |                                                                                                   | | |
| 26. Dezember 1942 – 8. Januar 1943 2 Wochen (insgesamt 3) | 3                                         | Bing Crosby with Ken Darby Singers & John Scott Trotter & his Orchestra                           | White Christmas (From Paramount Picture „Holiday Inn“) Irving Berlin                               | Version des Stückes aus der Paramount-Produktion Musik, Musik (1942, Regie: Mark Sandrich). |
| 9. Januar 1943 – 15. Januar 1943 1 Woche (insgesamt 2) | 2                                         | Lucky Millinder & his Orchestra, Vocal Chorus by Trevor Bacon                                     | When the Lights Go On Again (All Over the World) Eddie Seiler, Bennie Benjamin, Sol Marcus         | - |
| 16. Januar 1943 – 22. Januar 1943 1 Woche (insgesamt 1) | 1                                         | Bea Booze                                                                                         | See See Rider Blues Ma Rainey                                                                      | - |
| 23. Januar 1943 – 29. Januar 1943 1 Woche (insgesamt 1) | 1                                         | Louis Jordan & his Tympany Five                                                                   | What's the Use of Getting Sober (When You Gonna Get Drunk Again) Busby Meyers                      | - |
| 30. Januar 1943 – 5. Februar 1943 1 Woche (insgesamt 1) | 1                                         | The King Cole Trio                                                                                | That Ain't Right Nat King Cole                                                                     | - |
| 6. Februar 1943 – 12. Februar 1943 1 Woche (insgesamt 2) | 2                                         | Bea Booze                                                                                         | See See Rider Blues Ma Rainey                                                                      | - |
| 13. Februar 1943 – 26. Februar 1943 2 Wochen (insgesamt 2) | 2                                         | Lucky Millinder & his Orchestra                                                                   | Apollo Jump Lucky Millinder, Ernest Purce, Eli Robinson                                            | - |
| 27. Februar 1943 – 5. März 1943 1 Woche (insgesamt 3) | 3                                         | Bea Booze                                                                                         | See See Rider Blues Ma Rainey                                                                      | - |
| 6. März 1943 – 26. März 1943 3 Wochen (insgesamt 3) | 3                                         | The Bunny Banks Trio, Vocal Chorus by Bonnie Davis                                                | Don't Stop Now William Campbell                                                                    | - |
| 27. März 1943 – 2. April 1943 1 Woche (insgesamt 1) | 1                                         | The Ink Spots                                                                                     | Don’t Get Around Much Anymore Duke Ellington, Bob Russell                                          | - |
| 3. April 1943 – 16. April 1943 2 Wochen (insgesamt 5) | 5                                         | The Bunny Banks Trio, Vocal Chorus by Bonnie Davis                                                | Don't Stop Now William Campbell                                                                    | - |
| 17. April 1943 – 23. April 1943 1 Woche (insgesamt 1) | 1                                         | Harry James & his Orchestra, Vocal Chorus by Helen Forrest                                        | I’ve Heard That Song Before (From „Youth On Parade“) Jule Styne, Sammy Cahn                        | Version des Stückes aus der Republic-Produktion Youth on Parade (1942, Regie: Albert S. Rogell), die im Original von Margaret Whiting präsentiert wurde. Whiting synchronisierte die Gesangsszene von Hauptdarstellerin Martha O’Driscoll. |
| 24. April 1943 – 7. Mai 1943 2 Wochen (insgesamt 2) | 2                                         | The Ink Spots                                                                                     | I Can't Stand Losing You Bill Kenny                                                                | - |
| 8. Mai 1943 – 14. Mai 1943 1 Woche (insgesamt 2) | 2                                         | The Ink Spots                                                                                     | Don’t Get Around Much Anymore Duke Ellington, Bob Russell                                          | - |
| 15. Mai 1943 – 21. Mai 1943 1 Woche (insgesamt 3) | 3                                         | The Ink Spots                                                                                     | I Can't Stand Losing You Bill Kenny                                                                | - |
| 22. Mai 1943 – 28. Mai 1943 1 Woche (insgesamt 4) | 4                                         | Bea Booze                                                                                         | See See Rider Blues Ma Rainey                                                                      | - |
| 29. Mai 1943 – 4. Juni 1943 1 Woche (insgesamt 1) | 1                                         | Duke Ellington & his Famous Orchestra                                                             | Don’t Get Around Much Anymore (Never No Lament) Bob Russell, Duke Ellington                        | - |
| 5. Juni 1943 – 11. Juni 1943 1 Woche (insgesamt 4) | 4                                         | The Ink Spots                                                                                     | I Can't Stand Losing You Bill Kenny                                                                | - |
| 12. Juni 1943 – 18. Juni 1943 1 Woche (insgesamt 2) | 2                                         | Duke Ellington & his Famous Orchestra                                                             | Don’t Get Around Much Anymore (Never No Lament) Bob Russell, Duke Ellington                        | - |
| 19. Juni 1943 – 9. Juli 1943 3 Wochen (insgesamt 7) | 7                                         | The Ink Spots                                                                                     | I Can't Stand Losing You Bill Kenny                                                                | - |
| 10. Juli 1943 – 16. Juli 1943 1 Woche (insgesamt 3) | 3                                         | Duke Ellington & his Famous Orchestra                                                             | Don’t Get Around Much Anymore (Never No Lament) Bob Russell, Duke Ellington                        | - |
| 17. Juli 1943 – 13. August 1943 4 Wochen (insgesamt 4) | 4                                         | Dick Haymes & the Song Spinners                                                                   | You’ll Never Know (From 20th Century-Fox Picture „Hello, Frisco, Hello“) Harry Warren, Mack Gordon | Version des Stückes aus der 20th-Century-Fox-Produktion Hello, Frisco, Hello (1943, Regie: H. Bruce Humberstone), die im Original von Alice Faye präsentiert wurde. Die Filmversion erhielt 1944 den Oscar für den besten Song.            |
| 14. August 1943 – 24. September 1943 6 Wochen (insgesamt 6) | 6                                         | Erskine Hawkins (the Twentieth Century Gabriel) & his Orchestra, Vocal Refrain by Jimmy Mitchelle | Don't Cry Baby Jimmy Mitchelle, Sammy Lowe                                                         | - |
| 25. September 1943 – 1. Oktober 1943 1 Woche (insgesamt 1) | 1                                         | Duke Ellington & his Famous Orchestra, Vocal Refrain by Ray Nance                                 | A Slip of the Lip (Can Sink a Ship) Luther Henderson, Mercer Ellington                             | - |
| 2. Oktober 1943 – 8. Oktober 1943 1 Woche (insgesamt 1) | 1                                         | Duke Ellington & his Famous Orchestra, Alto Sax Solo by by Johnny Hodges                          | Sentimental Lady Duke Ellington                                                                    | B-Seite von A Slip of the Lip (Can Sink a Ship). |
| 9. Oktober 1943 – 19. November 1943 6 Wochen (insgesamt 12) | 12                                        | Erskine Hawkins (the Twentieth Century Gabriel) & his Orchestra, Vocal Refrain by Jimmy Mitchelle | Don't Cry Baby Jimmy Mitchelle, Sammy Lowe                                                         | - |
| 20. November 1943 – 26. November 1943 1 Woche (insgesamt 1) | 1                                         | The King Cole Trio                                                                                | All for You Robert Scherman                                                                        | - |
| 27. November 1943 – 3. Dezember 1943 1 Woche (insgesamt 13) | 13                                        | Erskine Hawkins (the Twentieth Century Gabriel) & his Orchestra, Vocal Refrain by Jimmy Mitchelle | Don't Cry Baby Jimmy Mitchelle, Sammy Lowe                                                         | - |
| 4. Dezember 1943 – 10. Dezember 1943 1 Woche (insgesamt 2) | 2                                         | The King Cole Trio                                                                                | All for You Robert Scherman                                                                        | - |
| 11. Dezember 1943 – 17. Dezember 1943 1 Woche (insgesamt 14) | 14                                        | Erskine Hawkins (the Twentieth Century Gabriel) & his Orchestra, Vocal Refrain by Jimmy Mitchelle | Don't Cry Baby Jimmy Mitchelle, Sammy Lowe                                                         | - |
| 18. Dezember 1943 – 24. Dezember 1943 1 Woche (insgesamt 1) | 1                                         | Ella Mae Morse with Dick Walters & his Orchestra                                                  | Shoo-Shoo Baby (From the Universal Picture „Three Cheers for the Boys“) Phil Moore                 | Version des Stückes aus der Universal-Produktion Follow the Boys (1944, Regie: A. Edward Sutherland), die im Original von The Andrews Sisters präsentiert wurde.                                                                           |
| 25. Dezember 1943 – 31. Dezember 1943 1 Woche (insgesamt 1) | 1                                         | Lucky Millinder & his Orchestra, Vocal Chorus by Trevor Bacon                                     | Sweet Slumber Lucky Millinder, Al J. Neiburg, Henri Woode                                          | - |